# 트럼프: 거래의 기술
《트럼프: 거래의 기술》(Trump: The Art of the Deal)은 도널드 트럼프와 언론인 토니 슈와츠가 1987년에 쓴 책이다. 일부는 회고록이자 일부는 비즈니스 조언 책으로, 트럼프가 그의 이름을 알릴 수 있도록 도운 첫 번째 책이었다. 뉴욕 타임스 베스트셀러 목록에서 1위에 올랐고 13주 동안 머물렀고 모두 48주 동안 목록에서 위치를 유지했다. 이 책은 트럼프의 2016년 미국 대선 캠페인 기간 동안 더 많은 관심을 받았다. 트럼프는 그것을 자신의 가장 자랑스러운 업적 중 하나로 인용했으며 성경 다음으로 좋아하는 책으로 꼽았다.
이 책은 퀸즈의 자메이카 에스테이트에서 트럼프의 어린 시절에 대해 이야기한다. 그런 다음 맨해튼으로 이동하여 트럼프 기업을 구축하기 전 브루클린에서의 초기 작업 , 그랜드 하얏트 호텔 및 트럼프 타워 개발, 울먼 링크 개조 및 기타 다양한 프로젝트에 대한 그의 행동과 생각에 대해 설명한다. 이 책에는 비즈니스 성공을 위한 11단계 공식도 포함되어 있다.